# بلا هابارد
بلا هابارد (بالإنجليزية: Bela Hubbard)‏ هو جيولوجي ومحامي أمريكي، ولد في 23 أبريل 1814 في قرية هاميلتون في الولايات المتحدة، وتوفي في 13 يونيو 1896 في ميشيغان في الولايات المتحدة.